# Trofeo Alcide Degasperi
Le Trofeo Alcide Degasperi est une course cycliste italienne disputée entre Bassano del Grappa, dans la province de Vicence, et Trente, dans la province autonome de Trente. Créé en 1955, c'était une course amateure jusqu'en 2004. Il a intégré l'UCI Europe Tour en 2005, en catégorie 1.2. Il est par conséquent ouvert aux équipes continentales professionnelles italiennes, aux équipes continentales, à des équipes nationales et à des équipes régionales ou de clubs. Les UCI ProTeams (première division) ne peuvent pas participer.
En 2016, la course est rétrogradée temporairement en catégorie nationale. Elle réintègre le calendrier UCI dès l'année suivante.

## Palmarès
| Année | Vainqueur            | Deuxième              | Troisième            |
| ----- | -------------------- | --------------------- | -------------------- |
| 1955  | Marino Fontana       |                       |                      |
| 1956  | Marcello Zampredi    |                       |                      |
| 1957  | Nunzio Pellicciari   |                       |                      |
| 1958  | Avis Molinari        |                       |                      |
| 1959  | Rino Luise           |                       |                      |
| 1960  | Luigi Zanchetta (it) |                       |                      |
| 1961  | Enzo Moser           |                       |                      |
| 1962  | Silvano Consolati    |                       |                      |
| 1963  | Lauro Grazioli       |                       |                      |
| 1964  | Aldo Balasso         |                       |                      |
| 1965  | Mino Denti           | Emilio Santantonio    | Ignazio Sattin       |
| 1966  | Davide Boifava       |                       |                      |
| 1967  | Romano Tumellero     |                       |                      |
| 1968  | Flavio Martini       |                       |                      |
| 1969  | Vittorio Cumino      |                       |                      |
| 1970  | Ermenegildo Da Re    |                       |                      |
| 1971  | Giovanni Varini      | Flavio Vencato        | Enzo Brentegani      |
| 1972  | Giancarlo Foresti    |                       |                      |
| 1973  | Giampaolo Flamini    |                       |                      |
| 1974  | Glauco Santoni       |                       |                      |
| 1975  | Pierluigi Fabbri     |                       |                      |
| 1976  | Gabriele Landoni     |                       |                      |
| 1977  | Claudio Corti        |                       |                      |
| 1978  | Giorgio Zanotti      |                       |                      |
| 1979  | Guy Nulens           |                       |                      |
| 1980  | Walter Magnago       |                       |                      |
| 1981  | Antonio Leali        |                       |                      |
| 1982  | Giovanni Viere       |                       |                      |
| 1983  | Walter Magnago       |                       |                      |
| 1984  | Domenico Cavallo     | Gabriele Ragusa       | Nicola Vanin         |
| 1985  | Primož Čerin         | Marco Bergamo         | Mauro Bonsi          |
| 1986  | Moravio Pianegonda   | Alberto Elli          | Michele Moro         |
| 1987  | Helmut Wechselberger | Fabrizio Bontempi     | Paolo Ricciuti       |
| 1988  | Luigi Bielli         | Ivan Parolin          | Stefano Dalla Pozza  |
| 1989  | Franco Rossato       | Demetrio Cuspoca      | Dario Bottaro        |
| 1990  | Mirko Gualdi         | Federico Savoia       | Fabio Baldato        |
| 1991  | Gilberto Simoni      | Stefano Faustini      | Luboš Lom            |
| 1992  | Davide Rebellin      | Gilberto Simoni       | Mirko Gualdi         |
| 1993  | Marco Foligno        | Vegard Øverås Lied    | Marco Serpellini     |
| 1994  | Flavio Milan         | Oscar Dalla Costa     | Peter Luttenberger   |
| 1995  | Paolo Savoldelli     | Amilcare Tronca (it)  | Marco Fincato        |
| 1996  | Davide Montanari     |                       |                      |
| 1997  | Matteo Panzeri       | Salvatore Commesso    | Filippo Baldo        |
| 1998  | Devis Miorin         | Cristian Gobbi        | Denis Lunghi         |
| 1999  | Volodymyr Gustov     | Fabio Bulgarelli      | Graziano Gasparre    |
| 2000  | Dmitry Gaynitdinov   | Franco Pellizotti     | Giampaolo Cheula     |
| 2001  | Mario Pafundi        | Yaroslav Popovych     | Ruslan Gryshchenko   |
| 2002  | Andrea Sanvido       | Vladimir Gusev        | Paolo Longo Borghini |
| 2003  | Emanuele Sella       | Aleksandr Bajenov     | Denys Kostyuk        |
| 2004  | Daniele Colli        | Elia Rigotto          | Andriy Pryshchepa    |
| 2005  | Devid Garbelli       | Marco Bandiera        | Luca Gasparini       |
| 2006  | Matthew Lloyd        | Alexander Filippov    | Davide Malacarne     |
| 2007  | Jacopo Guarnieri     | Manuel Belletti       | Cristiano Fumagalli  |
| 2008  | Jarosław Marycz      | Simon Clarke          | Pavel Kochetkov      |
| 2009  | Pavel Kochetkov      | Manuele Boaro         | Egor Silin           |
| 2010  | Sonny Colbrelli      | Matteo Trentin        | Marco Canola         |
| 2011  | Matteo Trentin       | Moreno Moser          | Alberto Cecchin      |
| 2012  | Enrico Barbin        | Rohan Dennis          | Davide Villella      |
| 2013  | Damien Howson        | Gianluca Leonardi     | Gianluca Milani      |
| 2014  | Michele Gazzara      | Ilia Koshevoy         | Paolo Brundo         |
| 2015  | Alberto Cecchin      | Lorenzo Rota          | Davide Ballerini     |
| 2016  | Filippo Rocchetti    | Fausto Masnada        | Andrea Marchi        |
| 2017  | Andrea Toniatti      | Aleksandr Riabushenko | Nicolò Rocchi        |
| 2018  | Simone Ravanelli     | Stefan de Bod         | Andrea Pietrobon     |
| 2019  | Ben Hill             | Marco Frigo           | Connor Brown         |
| 2020  | annulé               | annulé                | annulé               |
| 2021  | Riccardo Lucca       | Riccardo Verza        | Jon Knolle           |
| 2022  | Pierre-Pascal Keup   | Luca Van Boven        | Anders Foldager      |
| 2023  | Davide De Pretto     | Sergio Meris          | Michael Belleri      |
| 2024  | annulé               | annulé                | annulé               |
| 2025  | Kyrylo Tsarenko      | Lennart Jasch         | Luca Cretti          |